# Morane-Saulnier G
Morane-Saulnier G foi um avião esportivo monoplano, monomotor em configuração de tração produzido na França nos anos imediatamente anteriores à Primeira Guerra Mundial.

## Projeto
Morane-Saulnier G era um desenvolvimento dos monoplanos de corrida projetados por Léon Morane e Raymond Saulnier depois de deixar a Borel e como seus predecessores, era um monoplano do tipo "asa no ombro" (as asas eram dispostas próximas ao bordo superior da fuselagem) presas por um conjunto de cabos.
Era construído numa estrutura de madeira coberta de tecido, exceto a estrutura do trem de pouso que era de aço tubular.

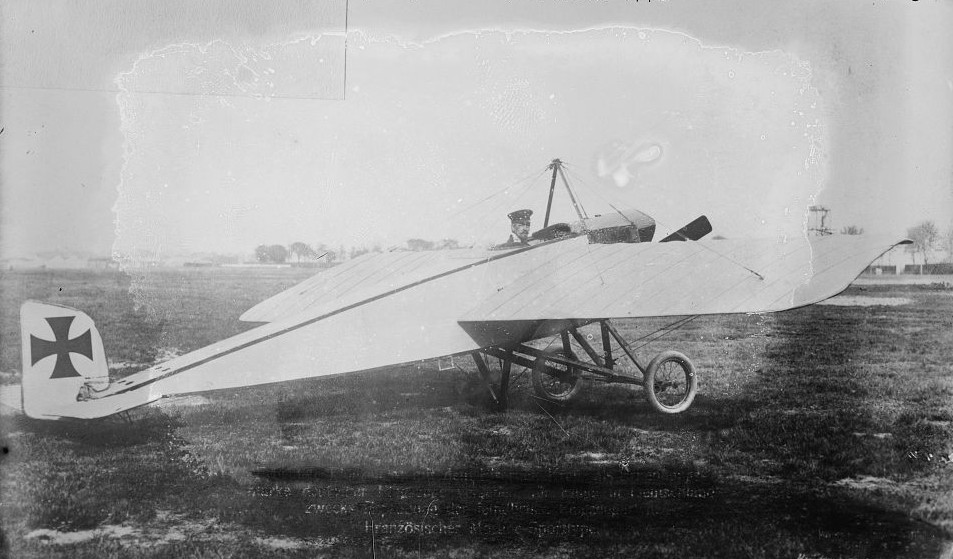
Um Morane-Saulnier G francês capturado e reutilizado pelos alemães.

O modelo foi um sucesso nas corridas. Em abril de 1913, Roland Garros obteve o segundo lugar na primeira Copa Schneider numa versão hidroavião, terminando a prova com o tempo de 40 minutos e 40 segundos.

## Variantes
Tipo GAversão com motor Le Rhône de 60 hp
Tipo GBversão com motor Gnome 80 hp
Tipo WBversão para exportação para a Rússia com a parte frontal da fuselagem envernizada
Thulin Bconstruído sob licença pela AB Thulinverken na Suécia

## Usuários
- Argentina
- Cuba
- França
- Império Russo
- União Soviética
- Espanha
- Turquia
- Reino Unido

## Especificação

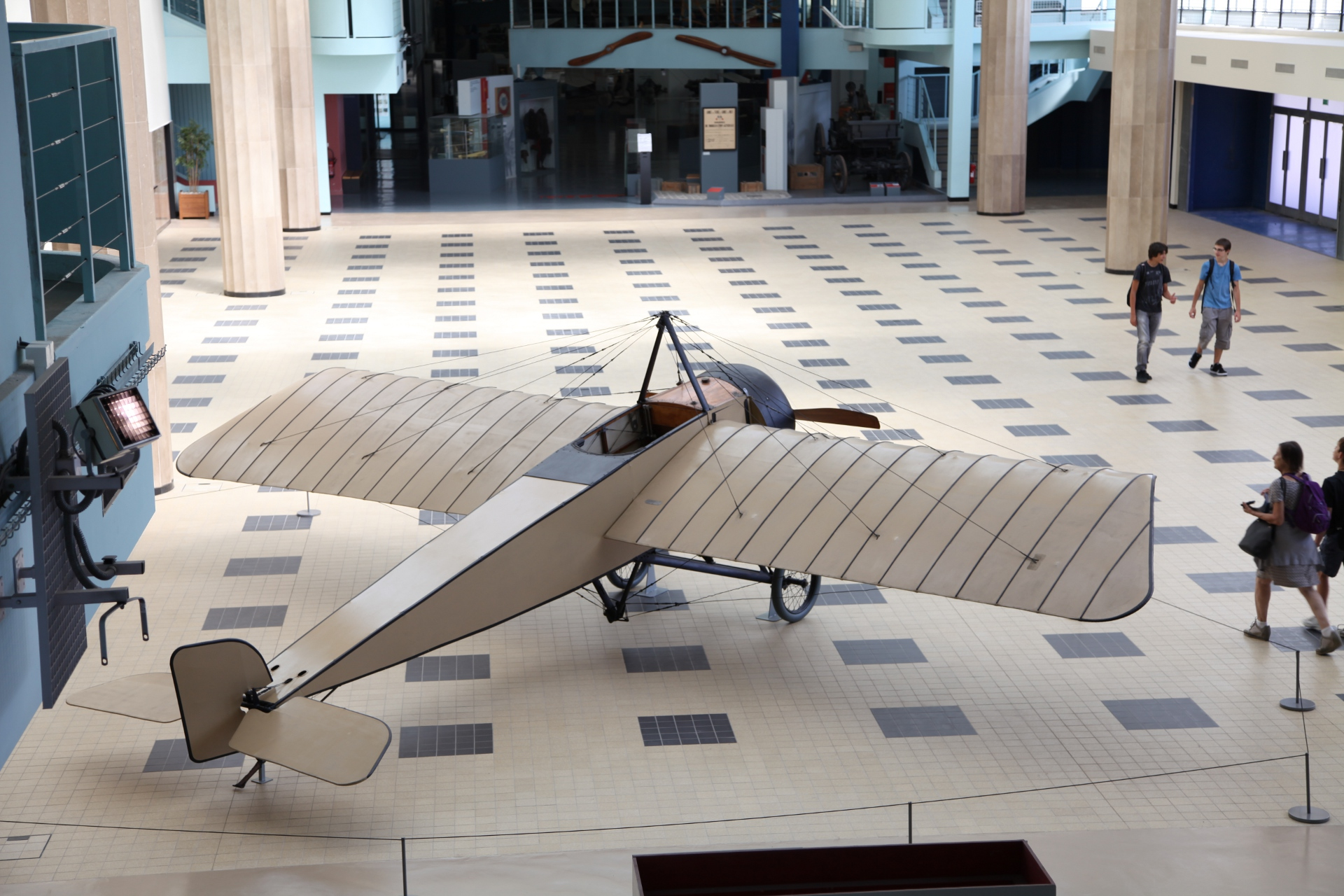
Um Morane-Saulnier G em exposição.

Estas são as características do Morane-Saulnier G
- Características gerais:
  - Tripulação: Uma pessoa (Piloto)
  - Comprimento: 6,30 m
  - Envergadura: 9,20 m
  - Área da asa: 16 m²
  - Peso vazio: 95 kg
  - Peso máximo na decolagem: 370 kg
  - Motor: 1 x Gnome, de 80 hp.

- Performance:
  - Velocidade máxima: 123 km/h
  - Razão de Subida: 1,8 m/s